# Podanychroma moratiae
Podanychroma moratiae là một loài bọ cánh cứng trong họ Cerambycidae.